# یوکی‌سو
یُوکی‌سو (به فنلاندی: Jokisuu) یک منطقهٔ مسکونی در فنلاند است که در کمینما واقع شده‌است.